# بيرياندر
بيرياندر هو ثاني ملوك كورينث (627 ق م - 586 ق م) وأبوه هو كيبسيلوس وطور مدينته تجاريا واجتماعيا وهو أحد حكماء الإغريق السبعة وتنسب إليه حكم وأقوال قد تصل إلى الألفين، أما الرسائل التي نسبها إليه ديوجانس اللايرتي فهي زائفة دون أي شك، وهو يوصف كطاغية قاسي على عكس أبيه مؤسس السلالة وأنه استخدم كل الوسائل لإبقاء مدينته تحت سيطرته الكاملة، وقد أتت هذه الأوصاف على الأغلب من النبلاء الكورينثيين الذين تعامل معهم بقسوة. وتظهر الحكايات العديدة والمتضاربة عنه أنها لا تحمل تلك القيمة التاريخية. والتمحيص الدقيق للدلائل المتوفرة قد يظهر بيرياندر بأنه كان حاكما ذا استقامة وبصيرة استثنائيتين، ورسوخ وفعالية حكومته تتجاوز الشك.
من الحكايات المروية أن ثراسيبولوس حاكم ميليتوس سأله عن أفضل نصيحة لكي يحافظ على سلطته، فأجاب بإرسال رسوله عبر حقل قمح وقطع هناك أطول سبلة وأفضلها نموا (وتكلم عنها ليفي بتفاصيل رومانية).

## أعماله
كانت إدارته المحلية ناجحة لدرجة أنه استطاع أن يقيم العدالة بحصيلة الضرائب المباشرة. ورعى الثروات بتشجيعه الثابت للصناعة وتشريعاته القاسية ضد الكسل والترف والرذائل؛ وأقوى ازدهار شهدته الحرف الكورنثية يمكن أن تنسب إلى فترة حكمه. وفي نفس الوقت أراد يؤمن التراكم الزائد للثروة في أيدي الأفراد وقيد تدفق الناس على المدينة. وأوجد الأعمال لطبقة العمال في نصب المعابد والأعمال العامة.
بنى مستعمرتين لكي يحمي التجارة ويطورها وهما بوتيدايا في خالكيديكي وأبولونيا في إليريا وبنى لاحقا أناكتيوم وليوكاس في شمال غرب اليونان ويقال أنه أراد بناء قناة تمر عبر البرزخ، واحتل إبيداوروس وضم كوركيرا بمساعدة أسطوله من سفن التريريمي أو ثلاثيات المجاديف، وكذلك فإن الديالكوس (بوابة النقل) في المدينة بنيت على الأغلب في عهده ويظهر أن التجارة كانمت مزدهرة لدرجة أن الرسوم على السلع كانت تشكل أكبر إيرادات الحكومة. ويظهر اهتمامه في الاحتفال الأولمبي في وقف نسب إليه وهو صندوق كيبسيلوس. وأقام علاقات سلمية مع ثراسيبولوس حاكم ميليتوس وحافظ على العلاقات الودية مع ملوك ليديا ومصر، ويضاف إلى هذا أنه كان راعيا للأدب والفنون وقد أتى الشاعر آريون من لسبوس بناء على دعوته لينظم له قصيدة حماسية.
ورغم كل هذه الإنجازات فلم ينجح باستمالة كل رعيته، فلم يثق بوجوده وحده دون حارس شخصي. وعلاوة على هذا فقد كانت عائلته تعيسة وفقا لكل السجلات. فقد مات كل أبنائه أو ابتعدوا عنه، ويقال أن مقتل آخر أبنائه وهو ليكوفرون حاكم كوركيرا قد حطم نفسيته وعجل من موته.